# Pedro Alejandro García
Pedro Alejandro García de la Cruz (ur. 14 marca 1974 w Pisco) – peruwiański piłkarz występujący na pozycji pomocnika. Zawodnik klubu Universitario de Deportes.

## Kariera klubowa
García zawodową karierę rozpoczynał w 1994 roku w zespole América Cochahuayco. Spędził tam jeden sezon. Następnie grał w ekipie Alcides Vigo, a w 1996 roku trafił do Alianzy Lima. W tym samym roku wywalczył z nią wicemistrzostwo Peru, a w 1997 mistrzostwo Peru. W Alianzy grał przez 4 sezony. W 2000 roku wrócił do Amériki Cochahuayco, gdzie tym razem występował również przez jeden sezon.
W 2001 roku García przeszedł do drużyny Alianza Atlético. W 2003 roku wywalczył z nią wicemistrzostwo fazy Clausura. Przez 4 sezony w barwach Alianzy Atlético rozegrał 140 spotkań i zdobył 71 bramek. W 2005 roku odszedł do Universidadu San Martín. W 2007, 2008 oraz w 2010 roku zdobył z nim mistrzostwo Peru.
W 2011 roku został graczem zespołu Universitario de Deportes.

## Kariera reprezentacyjna
W reprezentacji Peru García zadebiutował w 2000 roku. W 2001 roku został powołany do kadry na Copa América. Na tym turnieju, zakończonym przez Peru na ćwierćfinale, zaliczył 3 mecze: z Brazylią (0:2), Meksykiem (1:0) i Kolumbią (0:3).
W 2004 roku García ponownie wziął udział w Copa América. Na tamtym turnieju, z którego Peru odpadło w ćwierćfinale, zagrał w pojedynkach z Kolumbią (2:2) i Argentyną (0:1).
W 2007 roku García po raz trzeci uczestniczył w Copa América. Podczas tamtego turnieju, zakończonego przez Peru na ćwierćfinale, wystąpił w spotkaniach z Urugwajem (3:0), Wenezuelą (0:2), oraz Argentyną (0:4). W meczu z Wenezuelą otrzymał także czerwoną kartkę.